# 富山県東部消防組合
富山県東部消防組合（とやまけんとうぶしょうぼうくみあい）は、富山県魚津市、滑川市、中新川郡上市町・舟橋村の2市1町1村により組織された消防組合（一部事務組合）である。

## 概要
総務省消防庁が推進する消防広域化計画に伴い2009年8月に富山県東部消防広域化協議会が発足し、2013年1月25日に設立。2013年3月31日に魚津市消防本部、滑川市消防本部、上市町消防本部の統合及びこれまで常設消防が未設置だった舟橋村における消防業務受託を開始した。
2014年10月1日には、舟橋村に舟橋分遣所が設置・開所された。これにより、全国で初めて一部事務組合設立による非常備消防村の解消のケースが発生することになった。
- 消防本部：魚津市本江3197-1
- 消防本部名称：富山県東部消防組合消防本部
- 管内面積：495.48km2
- 職員数：110人（2014年4月より117人）（2014年1月27日時点）
- 消防署3か所、1分遣所 （2014年10月より開所）
- 主力機械（2013年10月時点）
  - 普通消防ポンプ自動車：3
  - 水槽付消防ポンプ自動車：4
  - 化学消防自動車：3
  - 救助工作車：2
  - 梯子車：1
  - 屈折梯子車：1
  - 救急自動車：7
  - 消防艇：1
  - 指令車：6
  - 小型動力：2
  - 小型動力ポンプ積載車：1
  - その他：8

## 消防署
| 消防署               | 住所                 | 分遣所                             |
| -------------------- | -------------------- | ---------------------------------- |
| 魚津消防署兼消防本部 | 魚津市本江3197-1     |                                    |
| 滑川消防署           | 滑川市上小泉24       |                                    |
| 上市消防署           | 中新川郡上市町稗田36 | 舟橋分遣所：中新川郡舟橋村仏生寺55 |

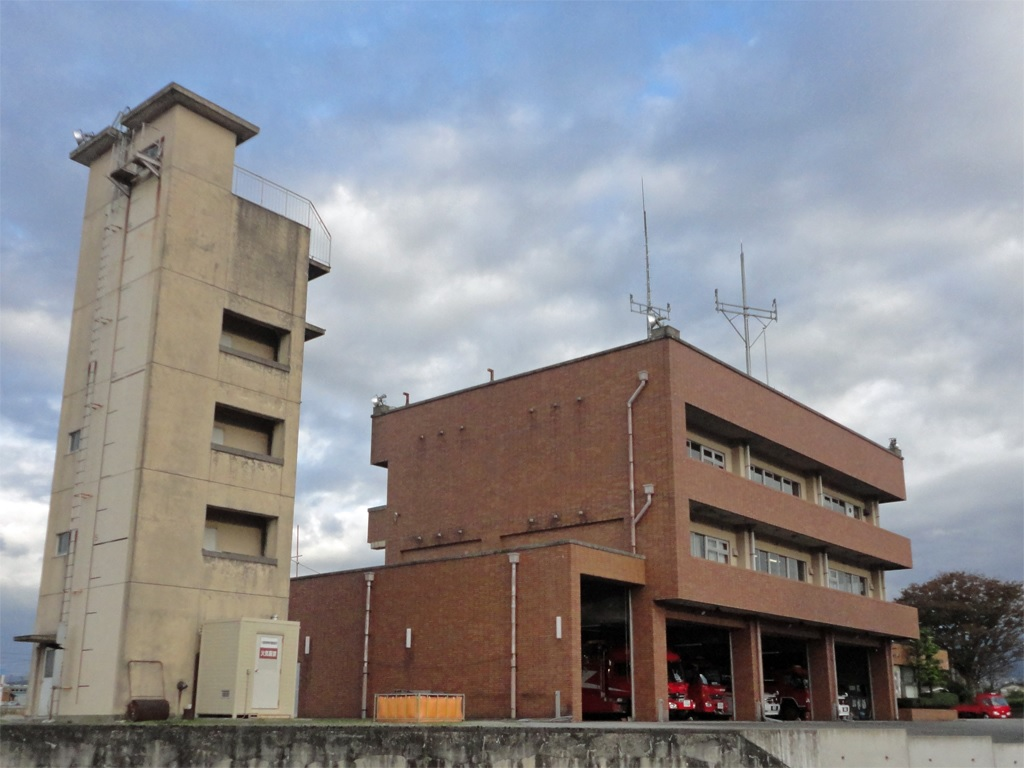
滑川消防署
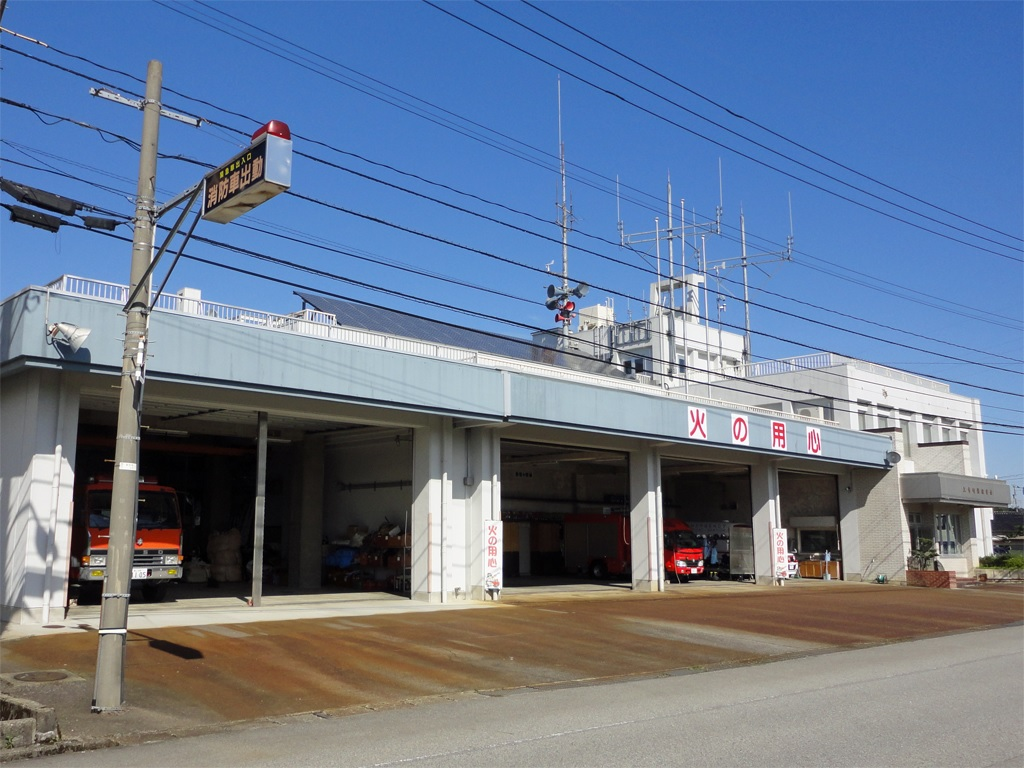
上市消防署
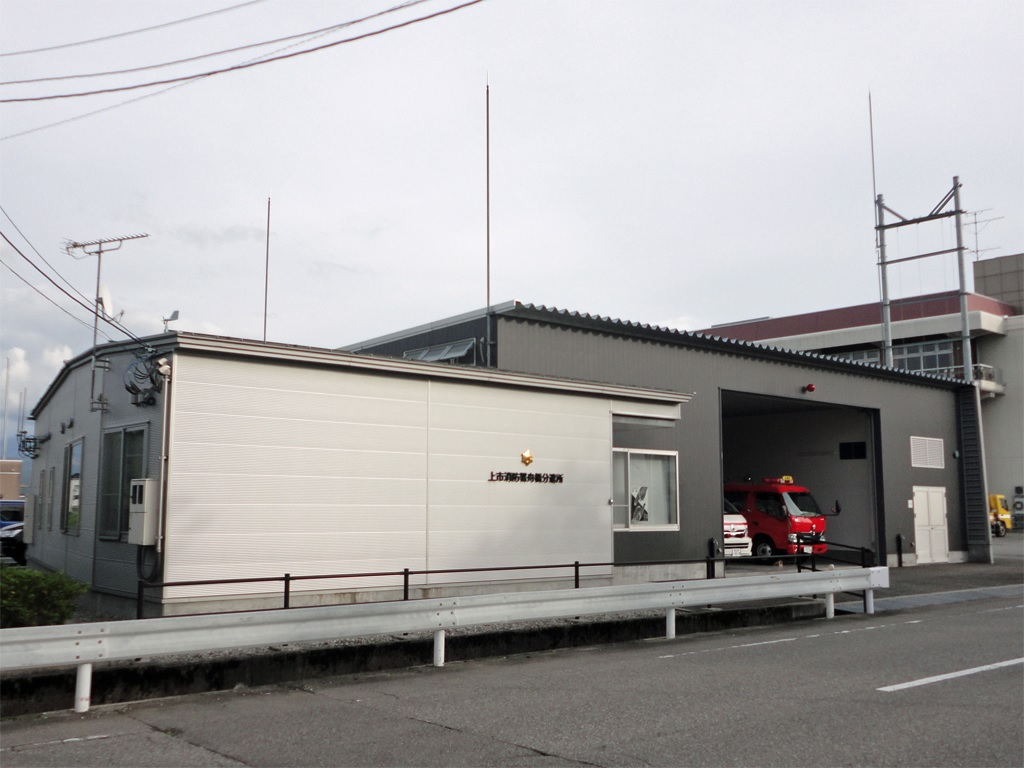
上市消防署舟橋分遣所